# Eugène Plasky
Eugène Plasky (Brussel, 22 juli 1851 – Schaarbeek, 4 maart 1905) was een Belgische landschapsschilder opgeleid onder meester Antoine Wiertz. Hij is bekend van zijn schilderijen van het platteland, de Belgische kust, maar ook van de steden Schaarbeek, Ukkel, het Rooklooster in het Zoniënwoud. 
In 1883 huwt hij met Elisabeth Van de Vyvere. Hij woonde het grootste deel van zijn leven in de Vooruitgangstraat 411 in Schaarbeek. Vier jaar na zijn dood werden twee straten te zijner ere hernoemd: de Square Eugène Plasky en de Eugène Plaskylaan.

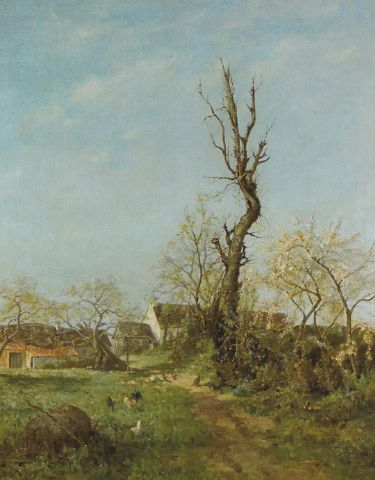
Floraison des cerisiers à Uccle
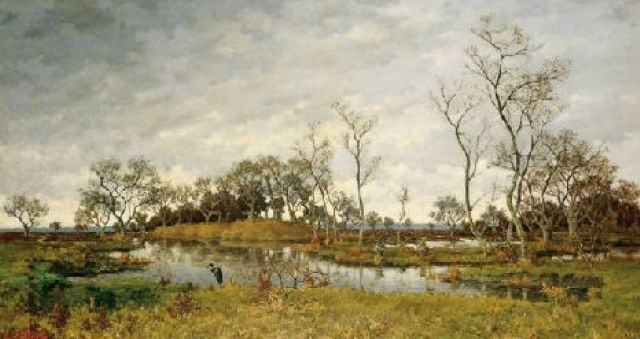
Paysage de marais au héron